# Wang Huo

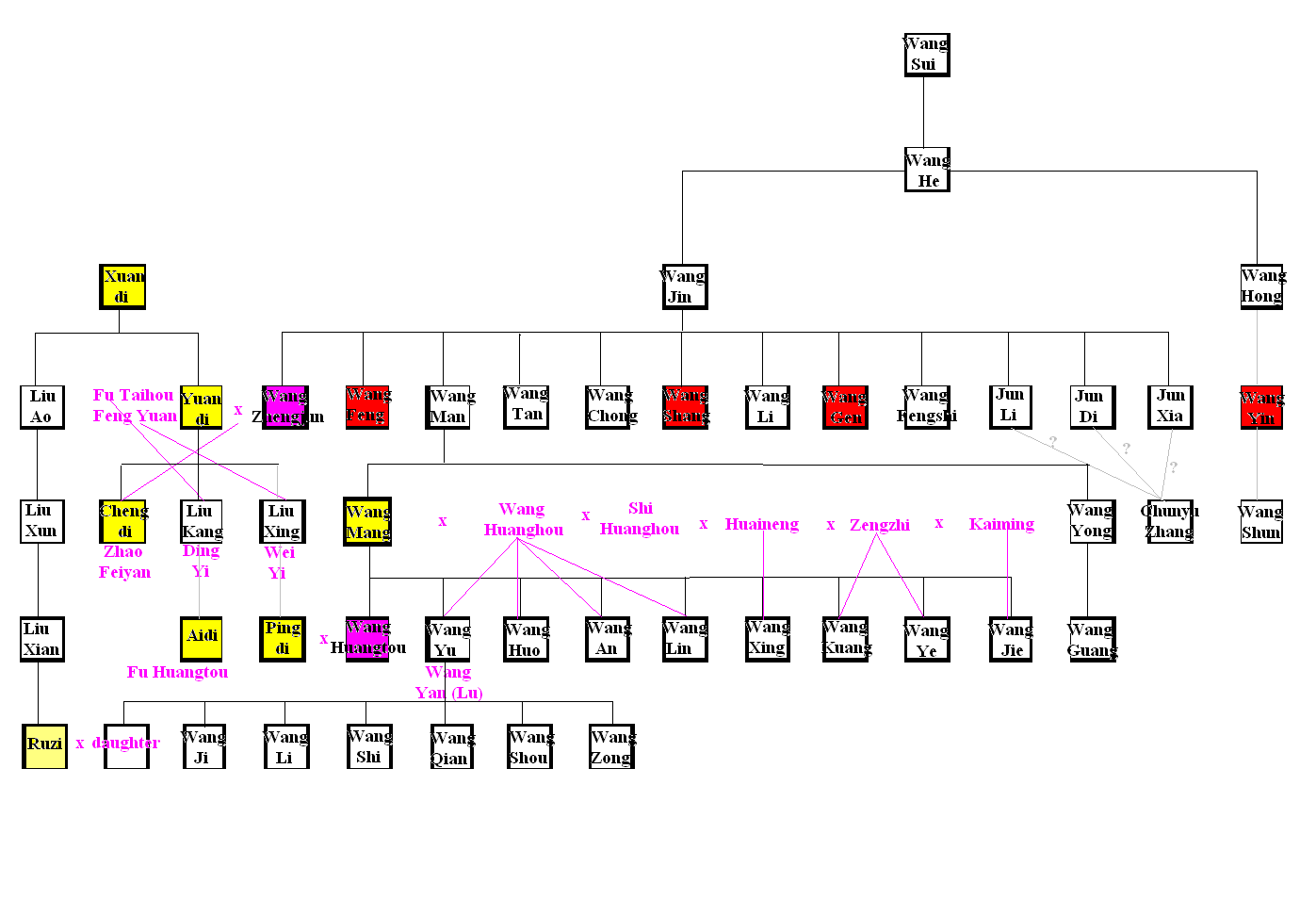
Stamboom van de familie Wang

Wang Huo (†2 v.Chr.) was de tweede zoon van de Chinese keizer Wang Mang en zijn vrouw keizerin Wang. Na een moord te hebben gepleegd werd hij door zijn vader gedwongen tot zelfmoord.

## Biografie
In 7 v.Chr. werd Ai keizer. Hij was in tegenstelling tot zijn voorganger Chengdi niet verwant met de familie Wang en had dan ook geen enkele reden om hun leidende positie aan het hof te handhaven. Wang Mang werd in 5 v.Chr. met zijn familie verbannen van de hoofdstad naar zijn leengoed Xindu. Toen zijn tweede zoon, Wang Huo daar een slaaf doodde, dwong volgens juan 99 van het Boek van de Han (Hanshu) Wang Mang zijn zoon tot het plegen van zelfmoord.